# Tux Typing
Tux Typing és un programa lliure que fa de tutor de mecanografia, creat especialment per als nens. Compta amb diversos tipus de joc i amb diferents nivells de dificultat. Està dissenyat per a ser divertit i educatiu. Està escrit en C i està disponible en els dipòsits de les distribucions Linux com Fedora Core, Debian i Ubuntu. Cada peix té una lletra o una paraula escrita en ella. Quan el jugador prem la tecla corresponent, o tecleja de la paraula apropiada, Tux es posicionarà a menjar el peix.